# 福朗布赖
福朗布赖（法語：Folembray，法語發音：[fɔlɑ̃bʁɛ]）是法国上法蘭西大區埃纳省的一个市镇，属于拉昂区。

## 地理
福朗布赖（49°32'31"N, 3°17'20"E）面积8.85 平方千米，位于法国上法蘭西大區埃纳省，该省份为法国北部内陆省份，北起北部省，西接索姆省和瓦兹省，东临阿登省和马恩省，西南至塞纳-马恩省，东北部与比利时接壤。
与福朗布赖接壤的市镇（或旧市镇、城区）包括：巴里西、尚村、库西堡-欧夫里克、皮埃尔芒德、桑斯尼、韦尔讷伊苏库西。

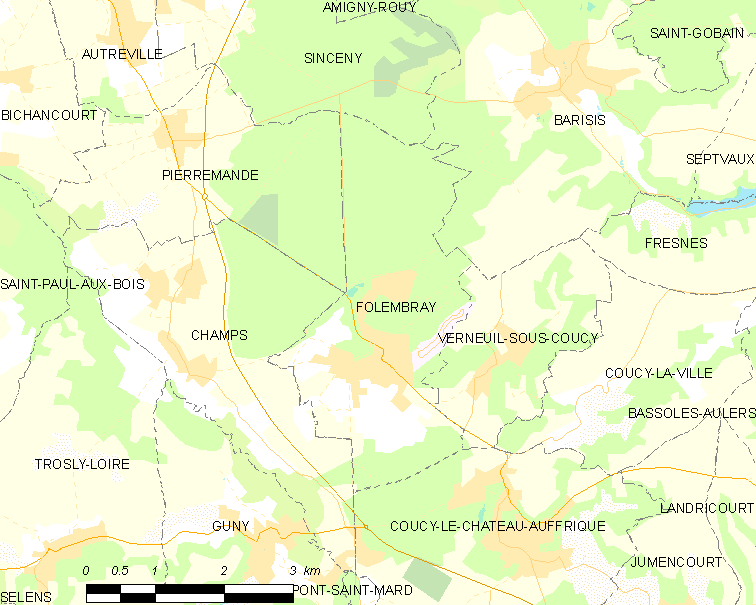
福朗布赖的OSM定位图

福朗布赖的时区为UTC+01:00、UTC+02:00（夏令时）。

## 行政
福朗布赖的邮政编码为02670，INSEE市镇编码为02318。

## 政治
福朗布赖所属的省级选区为埃纳河畔维克县。

## 人口

1962-2008年间福朗布赖人口变化图示

福朗布赖于2022年1月1日时的人口数量为1362人。